# Canajoharie
Canajoharie és una població dels Estats Units a l'estat de Nova York. Segons el cens del 2000 tenia 2.257 habitants.

## Demografia
Segons el cens del 2000, Canajoharie tenia 2.257 habitants, 925 habitatges, i 589 famílies. La densitat de població era de 670,3 habitants/km².
Dels 925 habitatges en un 33% hi vivien nens de menys de 18 anys, en un 44,9% hi vivien parelles casades, en un 15% dones solteres, i en un 36,3% no eren unitats familiars. En el 30,5% dels habitatges hi vivien persones soles el 13,7% de les quals corresponia a persones de 65 anys o més que vivien soles. El nombre mitjà de persones vivint en cada habitatge era de 2,4 i el nombre mitjà de persones que vivien en cada família era de 2,95.
Per edats la població es repartia de la següent manera: un 26,2% tenia menys de 18 anys, un 8% entre 18 i 24, un 25,7% entre 25 i 44, un 22,6% de 45 a 60 i un 17,6% 65 anys o més.
L'edat mediana era de 38 anys. Per cada 100 dones de 18 o més anys hi havia 84,3 homes.
La renda mediana per habitatge era de 32.169 $ i la renda mediana per família de 44.250 $. Els homes tenien una renda mediana de 30.476 $ mentre que les dones 24.125 $. La renda per capita de la població era de 17.850 $. Entorn del 13% de les famílies i el 12,4% de la població estaven per davall del llindar de pobresa.